# Reflejo cremastérico

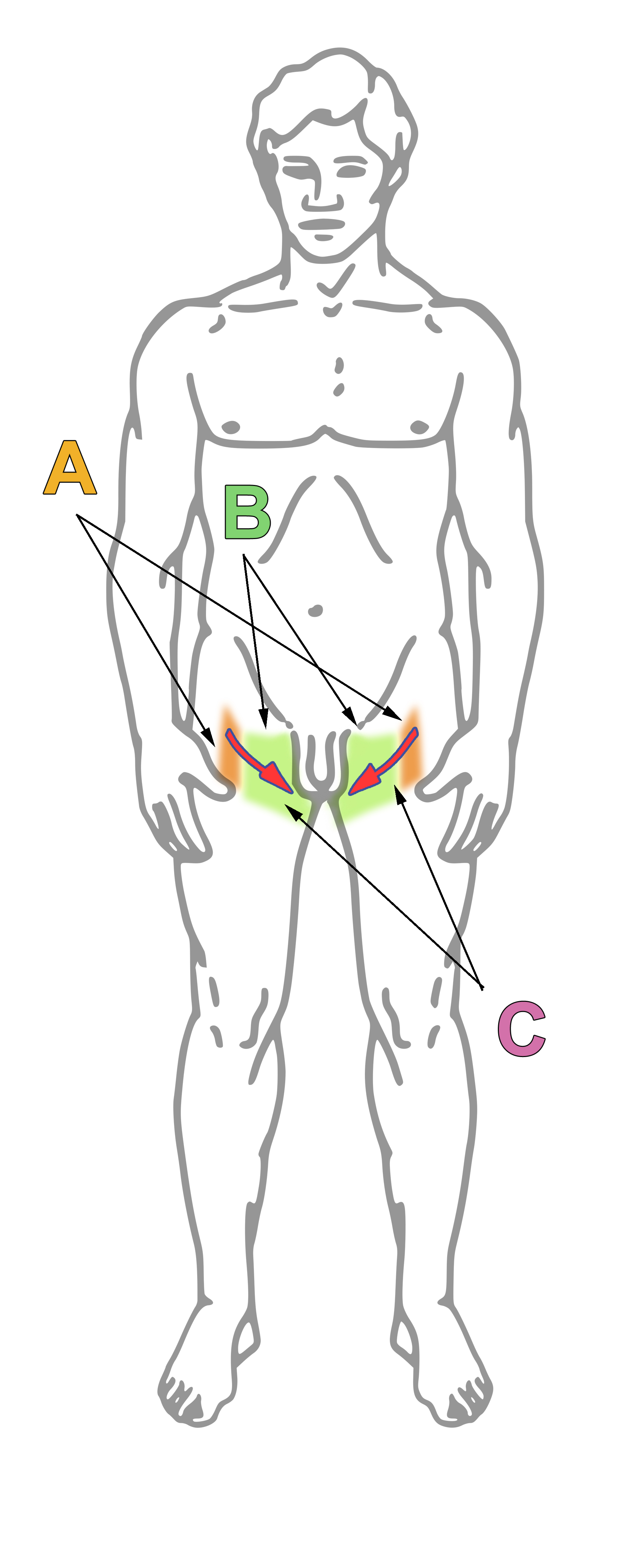
La zona A (naranja) representa la zona de fibras sensitivas controladas por el nervio genitofemoral; el área B (verde) representa la controlada por el nervio ilioinguinal; flecha C (rojo con borde azul) muestra la dirección y lugar donde debe golpearse la piel para provocar el reflejo.

El reflejo cremastérico es un reflejo superficial observado en los humanos del sexo masculino.
El reflejo es provocado por un ligero toque en la zona superior y medial interna del muslo (la dirección del golpe es irrelevante) La respuesta normal es una contracción inmediata del músculo cremaster que tira del testículo del lado golpeado (Y solo de ese lado)
Más específicamente, el reflejo usa las fibras sensitivas y motoras del nervio genitofemoral, formada por fibra tanto de los nervios espinales de L1 y L2. Cuando se golpea la zona interna del muslo, se estimulan las fibras de la rama femoral del nervio genitofemoral y el nervio ilioinguinal. Esa sinapsis en la médula espinal y la activación de las fibras motoras de la rama genital del nervio genitofemoral son las que causan que el músculo cremaster se contraiga para elevar el testículo (ver diagrama para la localización de esas regiones nerviosas y la localización del toque estimulador).
En los niños, este reflejo puede estar exagerado y puede llevar a un falso diagnóstico de criptorquidia.
El reflejo cremastérico puede estar ausente con la torsión testicular, trastornos de la primera o segunda motoneurona así como en la lesión espinal de L1-L2. También puede ocurrir si el nervio ilioinguinal ha sido seccionado durante la reparación de una hernia.
El reflejo cremastérico puede ser útil para reconocer situaciones de emergencia testiculares. La presencia del reflejo cremastérico no elimina la torsión testicular de un diagnóstico diferencial, pero puede aumentar las posibilidades a incluir epididimitis u otras causas de dolor escrotal o testicular. En cualquier caso, si la torsión testicular no puede ser eliminada definitivamente de manera expeditiva, normalmente se implementa un eco-Doppler testicular o una cirugía exploratoria para evitar la posible perdida del testículo por la necrosis.